# Sur le pavé de Berlin
Pour les articles homonymes, voir Berlin Alexanderplatz.
Pour plus de détails, voir Fiche technique et Distribution.
Sur le pavé de Berlin (Berlin-Alexanderplatz - Die Geschichte Franz Biberkopfs) est un film allemand réalisé par Phil Jutzi, sorti en 1931, adaptation du roman d'Alfred Döblin Berlin Alexanderplatz.

## Synopsis
À Berlin, lors de sa sortie de prison, le camelot Franz Biberkopf veut reprendre le droit chemin, mais est embarqué dans une affaire de cambriolage. En résistant, il est jeté d'une voiture. Amputé d'un bras à la suite de cet accident, il change alors d'orientation et décide de collaborer avec Reinhold, mauvais garçon notoire, responsable de ses misères. Franz devient un grand voleur perverti par l'argent. Pourtant, deux femmes proches de lui, Miese, petite chanteuse des rues, et Cilly, son ex-petite amie, s'unissent pour lui faire changer de vie. Hélas, jaloux, Reinhold tue Miese. Alors qu'il cherche à venger la mort de la jeune fille, Franz est arrêté.
Acquitté, il redevient camelot sur l'Alexanderplatz.

## Fiche technique
- Titre : Berlin-Alexanderplatz - Die Geschichte Franz Biberkopfs
- Titre français : Sur le pavé de Berlin
- Réalisation : Phil Jutzi
- Scénario : Karlheinz Martin, Hans Wilhelm, Alfred Döblin
- Photographie : Nicolas Farkas, Erich Giese
- Montage : Geza Pollatschik
- Direction artistique : Erich Kettelhut
- Musique : Allan Gray, Artur Guttmann
- Pays de production : Allemagne  République de Weimar
- Producteurs : Arnold Pressburger, William A. Szekeley
- Sociétés de production : Allianz Tonfilm
- Durée : 90 minutes
- Format : Noir et blanc - 1,20:1 - Mono (Tobis-Klangfilm)
- Dates de sortie :
  - Allemagne  République de Weimar : 8 octobre 1931
  - France : 1er juillet 1933
- Affiche : Bernard Lancy (France)

## Distribution
- Heinrich George
- Maria Bard
- Margarete Schlegel
- Bernhard Minetti
- Gerhard Bienert
- Albert Florath
- Paul Westermeier
- Oskar Höcker
- Hans Deppe
- Käthe Haack
- Julius Falkenstein
- Jakob Tiedtke
- Siegfried Berisch
- Arthur Mainzer
- Karel Stepanek
- Ernst Behmer
- Paul Rehkopf
- Anna Müller-Lincke
- Hermann Krehan
- Heinrich Schroth
- Heinrich Gretler
- Willi Schur
- Walter Werner
- Karl Harbacher
- Franz Weber
- Paul Kemp